# 凤头潜鸭

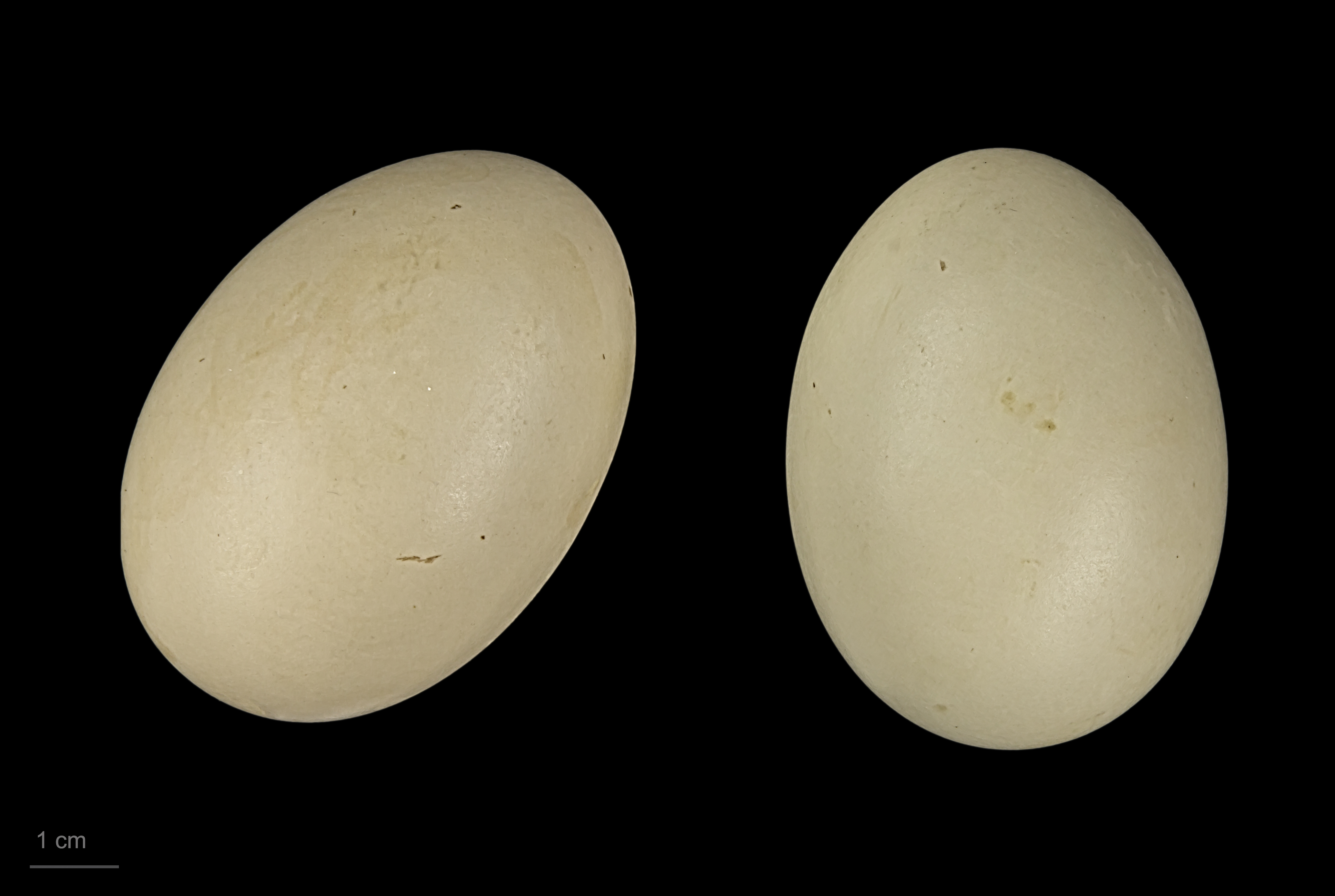
Aythya fuligula

凤头潜鸭（Tufted Duck，学名：Aythya fuligula）是一種中等大小的潛鴨，又名泽凫、凤头鸭子、黑头四鸭。　

## 生态环境
凤头潜鸭常活动于内陆的河流、池塘和其他开阔水面，夜间栖息于岸边的软泥滩，或者在离岸不远的水面上漂浮，他们喜欢比较清澈的深水环境，在浅水和污染比较严重的水域很难见到他们的身影，凤头潜鸭在陆上活动非常笨拙，亦很少见。其上路活动。迁徙季节和越冬季节常集成大群，与红头潜鸭、青头潜鸭、斑背潜鸭混群。

## 分布地域
凤头潜鸭繁殖于西伯利亚以东地区、萨哈林岛、欧洲北部、英伦三岛、冰岛以及中国东北西北部、中部、西南部；迁徙时可以在整个欧亚大陆的中南部，包括中国的新疆中西部、青海东部、西藏、甘肃四川西北部、华北大部看到本物种，在日本列岛、台灣、菲律宾、中国云南以东，山东半岛以南的华中华南大部，非洲的东北和西北部越冬。

## 特征

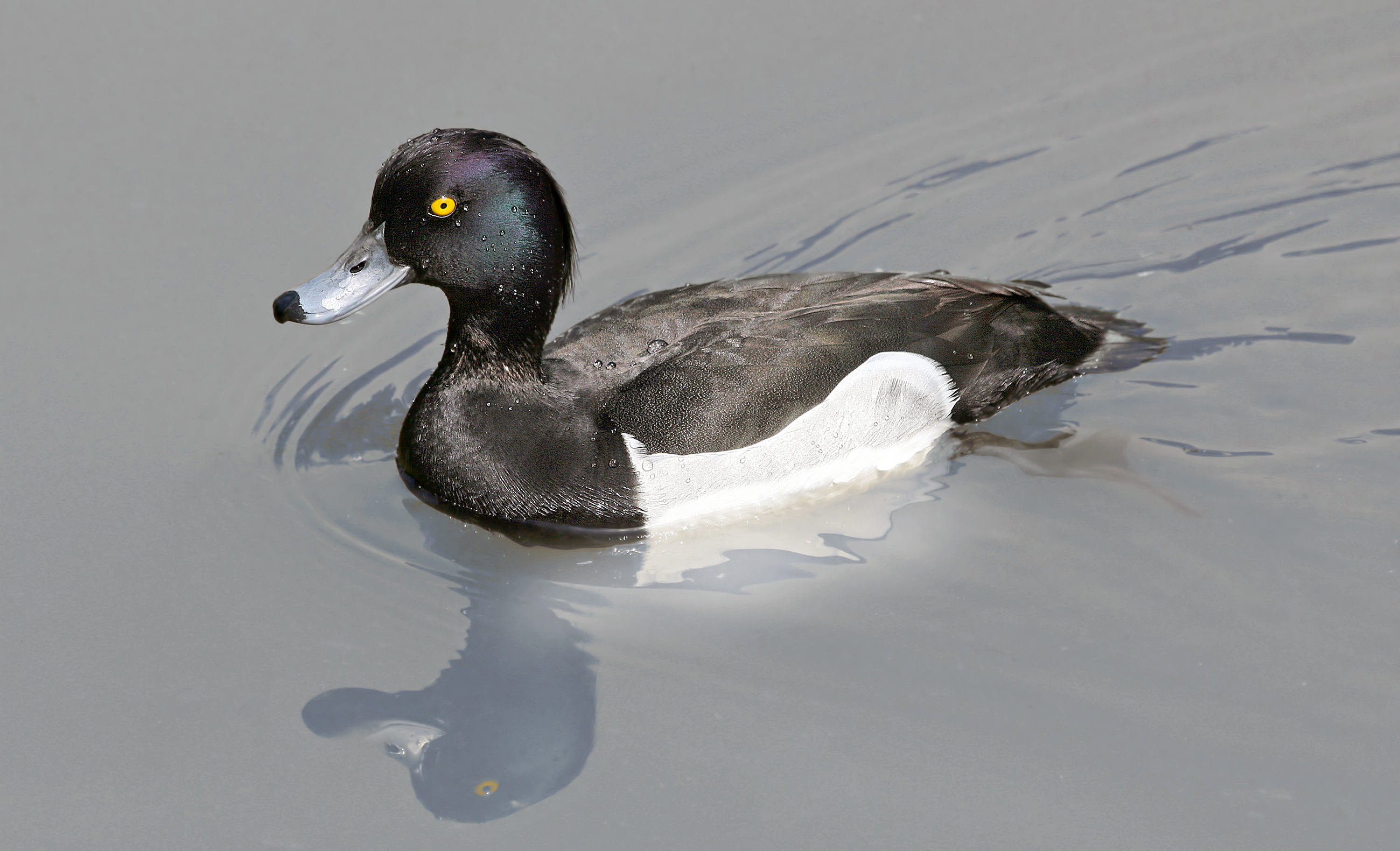
凤头潜鸭

凤头潜鸭体形略小于红头潜鸭，但是这种差别不大，偌非两种潜鸭同时出现在视野中可以直接对比，是很难看出体形差异的。与绿头鸭相比，本体长仅仅为后者的2/3左右，雄性凤头潜鸭的头颈部黑色，并具有紫色的金属光泽，最具特征的是它的头顶有一根略长而下垂的“小辫”，这就是所谓的凤头，随头部运动不时摆动的凤头令本物种看起来非常俏皮可爱。腰胸背部的羽毛也都是深黑色，下背部的羽毛上有时带有纤细的乳白色斑点，腹部和胁部的颜色则为乳白色，上下体颜色对比非常鲜明。外侧次级飞羽白色，在黑色的翅膀上形成了白色的翼镜。雌性羽色分布与雄鸟接近，但颜色哑暗且没有金属光泽，雌性头上也有一个小辫，但没有雄性那么明显，因而雌鸟整体看起来也就没有雄性那么灵动。本物种虹膜黄色喙铅灰色，脚蹼黑色。当他们活动在湖面上时，无论雄雌尾部都是向下托垂到水面以下的。

## 食物
凤头潜鸭以动物性食物为主，他们的食谱包括，软体动物、虾蟹、小鱼、蝌蚪等，尤其喜欢软体动物。

## 危機
本物种未列入保护名单，但受到栖息地破坏、过度狩猎和环境恶化的影响，种群数量日趋下降，须尽早采取保护措施，遏制这一趋势。